# Monitor Puigcerdá (1875)
El Puigcerdá fue el único monitor propiamente dicho con que contó la Armada Española en su historia, comprado para la defensa de la ría de Bilbao durante la tercera guerra carlista.

## El buque
Poseía una coraza de hierro de 100 mm protegiendo toda la línea de flotación y el casco, que sólo sobresalía 60 cm del agua. Contaba con dos torretas giratorias de 6 m de diámetro por 1,85 m de alto, acorazadas con planchas de 80 y 100 mm. 
A su llegada a Ferrol, se comprobó que el Puigcerdá era poco marinero y antihigiénica su vida a bordo por falta de ventilación. Precisaba ser convenientemente reformado, por no reunir las condiciones militares necesarias para poder batir los puntos en elevación, sumando el problema de que, teniendo que estar abiertos en combate los pañoles de pólvora y granadas(muy próximos a las piezas de artillería) existía un constante riesgo de explosión. En consecuencia, se procedió a hacerle diferentes reformas. 
Se le construyó un puente de mando entre las dos torres, unas escotillas altas, puesto que su obra muerta solo sobresalía del agua 60 cm, corrigiéndose además otros defectos.

## Historial
Obedeció su construcción a la necesidad durante la guerra carlista de disponer de un buque de este tipo que sería destinado a la defensa de la ría de Bilbao y costa del Cantábrico. El inicio de las obras fue autorizado el 25 de agosto de 1874 por el General Serrano, siendo Ministro de Marina Rafael Rodríguez de Arias.
La orden de construcción tuvo fecha de 29 de junio de 1874 y se realizó el encargo a los astilleros de la Societé Nouvelle des Forges et Chantiers de la Mediterranée, en La Seyne, Tolón, por un importe de 850 000 francos oro.
Por Real Orden de 30 de octubre de 1874 se dispuso que se le diera el nombre de:

"(…) Puigcerdá, perpetuando de esta manera en la Armada uno de los hechos memorables de esta guerra civil que desgraciadamente nos divide."

Su primer comandante fue el teniente de navío Federico Estrán Justo, que viajó con su dotación desde Ferrol a Marsella. Se dispuso el primer viaje del monitor a España el 1 de marzo de 1875, en unión de los cuatro cañoneros fluviales clase Somorrostro, construidos en los mismos astilleros.
El 14 de agosto, salió de Ferrol a remolque con rumbo a Bilbao, realizando escalas en Ribadeo, Gijón y Santander. En este último puerto, empezó a montarse su artillería el 22 de agosto, consistente en un cañón de hierro rayado, calibre 120 mm, transformado, en la torre de proa y dos cañones calibre 100 mm cortos de bronce rayado en la de popa.
El 29 de septiembre fondeó en el río Nervión, al mando del teniente de navío de 1ª clase José Jáudenes y Maldonado, trasladado desde Cádiz. Durante ocho meses mantuvo la defensa de la capital vizcaína, junto a los cañoneros Segura, Arlanza y Turia, contra las tropas carlistas que asediaban la ciudad. Terminada la guerra, fue destinado a Ferrol, junto a la batería flotante Duque de Tetuán y dado de baja en 1890.
En 1898, con motivo de guerra hispano-estadounidense, fue rearmado con tres cañones González Hontoria, uno de 160 mm y dos de 120 mm con destino a la defensa de la ría de Vigo.

### Baja en la Armada y reconversión en carguero
El 30 de junio de 1899 fue dado definitivamente de baja en la Armada, y vendido por 30 000 pesetas a los particulares de A Cabana (Parroquia de Ferrol) Luis Rey Castro y Guillermo V. Martín. Fue transformado en vapor de carga para mineral de hierro en un pequeño dique existente en A Cabana, y rebautizado con el nombre de Anita, para ser posteriormente vendido a la naviera John Holt & Co. Ltd. de Liverpool por 2 500 libras. El 27 de julio de 1905 salió de Ferrol con destino al río Níger, siendo usado por empresarios británicos por su poco calado. El buque sería finalmente desguazado en los años veinte del pasado siglo.